# Voivodato de Lublin

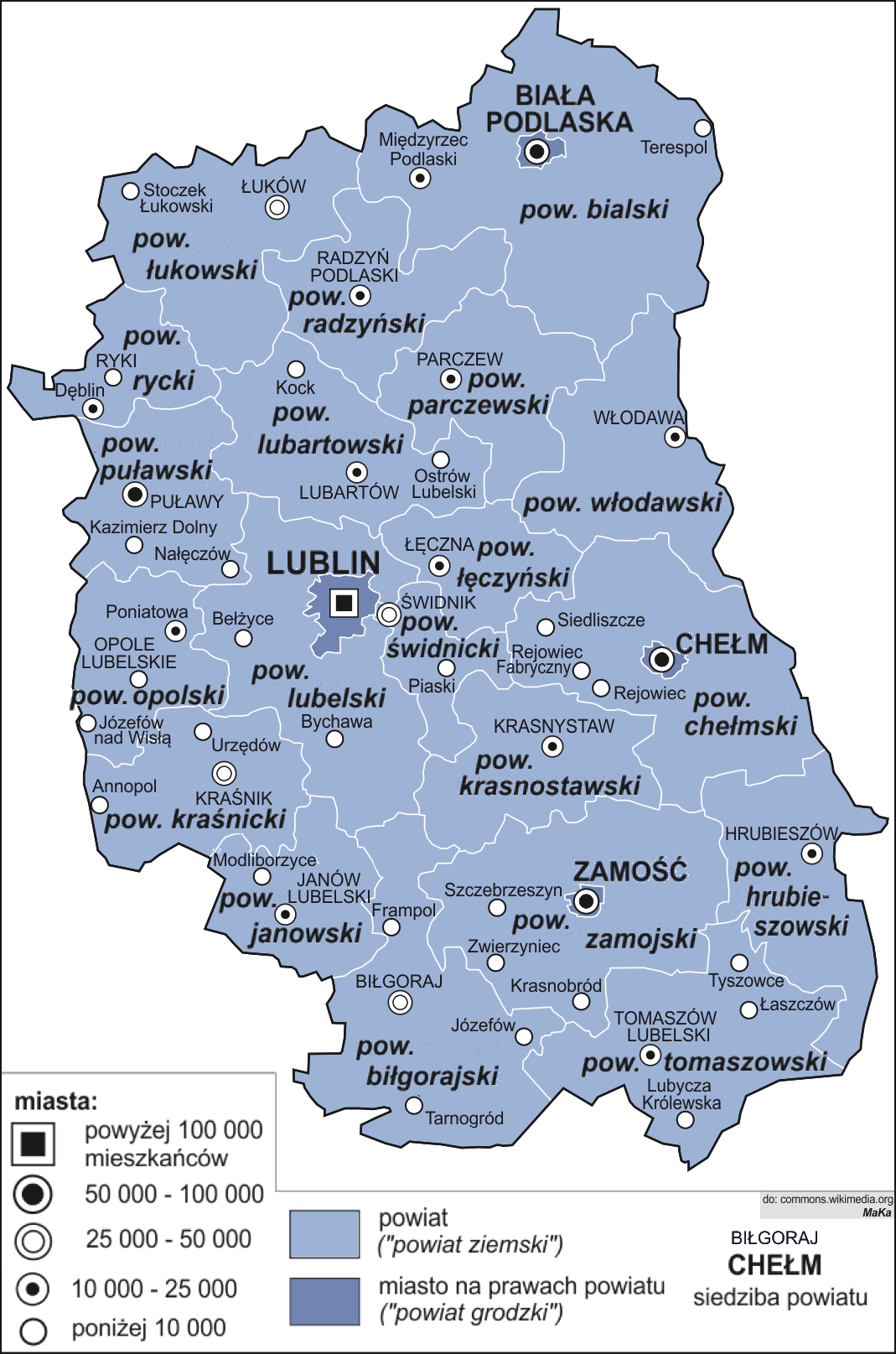
División administrativa del Voivodato de Lublin.

El voivodato de Lublin (en polaco: Województwo Lubelskie [vɔjɛˈvut͡stfɔ luˈbɛlskʲɛ]) es una de las dieciséis regiones o voivodatos que conforman la República de Polonia, según la división administrativa de 1998. Tiene una superficie de 25.155 km², que en términos de extensión es similar a la de Cerdeña.

## Divisiones
Ciudades-distrito
- Lublin – 358.251
- Chełm – 70.841
- Zamość – 66.674
- Biała Podlaska – 58.047

Distritos
- Distrito de Lublin – 358.251
- Distrito de Puławy – 116.830
- Distrito de Biała Podlaska – 113.765
- Distrito de Zamość – 110.674
- Distrito de Chełm – 79.715
- Distrito de Hrubieszów - 69.240
- Distrito de Opole Lubelskie - 63.360
- Distrito de Radzyń Podlaski - 60.866
- Distrito de Ryki - 60.085
- Distrito de Janów Lubelski - 46.960
- Distrito de Świdnik – 42.797
- Distrito de Włodawa - 40.430
- Distrito de Kraśnik – 38.767
- Distrito de Parczew - 36.036
- Distrito de Łuków – 30.727
- Distrito de Biłgoraj – 26.940
- Distrito de Lubartów – 25.758
- Distrito de Łęczna – 23.279
- Distrito de Krasnystaw - 21.043
- Distrito de Tomaszów Lubelski – 20.261
- Distrito de Międzyrzec Podlaski - 17.283

## Geografía
- Krzna
- Río Kurówka